# Lülsbachmühle
Lülsbachmühle (auch Lülsbachsmühle) ist ein Gemeindeteil der Gemeinde Lülsfeld im unterfränkischen Landkreis Schweinfurt in Bayern. Die Einöde liegt in der Gemarkung Lülsfeld.

## Geografische Lage
Die Lülsbachmühle liegt im äußersten Norden des Gemeindegebietes von Lülsfeld am Weidachbachzufluss Lülsbach, der der Anlage auch den Namen gab. Teile der Baulichkeiten sind bereits in der angrenzenden Gemarkung von Frankenwinheim zu finden. Der Osten wird von der Gemarkung Schallfeld eingenommen, in der das gleichnamige Pfarrdorf als Gemeindeteil von Lülsfeld liegt. Im Osten liegt auch die inzwischen stillgelegte Bahnstrecke Kitzingen–Schweinfurt. Südlich der Mühle beginnt der Ortskern von Lülsfeld. Im Westen liegen die Sportplätze des SV Germania Lülsfeld. Hier verläuft die Kreisstraße SW 44.

## Geschichte
Die Lülsbachmühle gab es bereits in der ersten Hälfte des 15. Jahrhunderts. Damals besaßen die Zollner von Hallburg und Rimbach die Anlage. Sie waren im Jahr 1401 an „das halbe Dorf zu Lülsfeld mit allen seinen Zugehörungen“ gekommen und ließen in ihrem Dorfteil eine Mühle errichten. Die Mühle wurde als Wassermühle von einem Mühlbach gespeist, der vom Lülsbach abgeleitet worden war. An der Lülsbachmühle wurde ein oberschlächtiges Wasserrad angebracht, weil die Zuflussmenge des kleinen Bachs für den Bau einer unterschlächtig betriebenen Anlage nicht ausreichte.
Den Zollnern gelang es mit der Mühle auch das „Bannrecht“ zu erhalten, wodurch sie einen „Mahlzwang“ der Lülsfelder Bauern in ihrer Mühle erreichen konnten und zugleich die Baulast an dem Gebäude durch Abgaben finanzierten. Die Müller waren dem Grundherren gegenüber abgabepflichtig und mussten außerdem Hand- und Spanndienste leisten. Unter anderem waren sie verpflichtet, die Galgen in der Zent Gerolzhofen aufzurichten. Hierfür wurden die Männer mit der sogenannten Atzung belohnt. Sie kamen also in den Genuss von kostenfreiem Essen und Trinken.
Mit dem 9. Mai 1716 gelangte die Mühle an die Grafen von Schönborn. Zuvor war das Adelsgeschlecht der Zollner erloschen. Die neuen Herren übertrugen die bisher angesetzten Abgaben auf sich. So mussten die Müller im Jahr 1716 der Grundherrschaft zwei Zinshühner geben. Außerdem stand der Gemeinde von der Anlage zwei Malter Korn zu. Nach der Mediatisierung zu Beginn des 19. Jahrhunderts stiegen die Betreiber der Anlage zu echten Eigentümern auf. Im Jahr 1950 musste die Lülsbachmühle stillgelegt werden, weil sie der Konkurrenz anderer Anlagen nicht mehr gewachsen war.

## Baudenkmäler
Die Lülsbachmühle konnte bis in die heutige Zeit ihr ursprüngliches Erscheinungsbild bewahren. Die Baulichkeiten wurden vom Bayerischen Landesamt für Denkmalpflege als Baudenkmal eingeordnet. Die Mühle präsentiert sich als zweigeschossiger Satteldachbau. Während das Erdgeschoss in Massivbauweise entstand, wurde im Obergeschoss Fachwerk angebracht. Die Baulichkeiten gehen auf das 17. Jahrhundert zurück und erfuhren im 18. Jahrhundert eine Renovierung, die stark in den Baubestand eingriff.